# Shorewood (Wisconsin)
Shorewood est un village du comté de Milwaukee au Wisconsin, aux États-Unis. En 2010, sa population était de 13 162 habitants.

## Personnalités liées au village
- Charlotte Zucker (1921-2007), actrice et mère du producteur, réalisateur et acteur David Zucker, décédée à Shorewood.